# Keegan Kolesar
Keegan Kolesar, född 8 april 1997, är en kanadensisk professionell ishockeyforward som är kontrakterad till Vegas Golden Knights i National Hockey League (NHL) och spelar för Chicago Wolves i American Hockey League (AHL). Han har tidigare spelat för Quad City Mallards i ECHL och Seattle Thunderbirds i Western Hockey League (WHL).
Kolesar draftades av Columbus Blue Jackets i tredje rundan i 2015 års draft som 69:e spelare totalt.

## Statistik
| 2011–2012  | Winnipeg Hawks       | WBAAA      | 27  | 22 | 11 | 33  | 84  | —  | —  | —  | —  | —  |
| 2012–2013  | Winnipeg Thrashers   | MMHL       | 41  | 21 | 17 | 38  | 26  | 11 | 3  | 4  | 7  | 4  |
|            | Seattle Thunderbirds | WHL        | 1   | 0  | 0  | 0   | 0   | 2  | 0  | 0  | 0  | 0  |
| 2013–2014  | Seattle Thunderbirds | WHL        | 60  | 2  | 6  | 8   | 45  | 9  | 0  | 2  | 2  | 2  |
| 2014–2015  | Seattle Thunderbirds | WHL        | 64  | 19 | 19 | 38  | 85  | —  | —  | —  | —  | —  |
| 2015–2016  | Seattle Thunderbirds | WHL        | 64  | 30 | 31 | 61  | 107 | 16 | 7  | 8  | 15 | 8  |
| 2016–2017  | Seattle Thunderbirds | WHL        | 54  | 26 | 34 | 60  | 101 | 19 | 12 | 19 | 31 | 37 |
| 2017–2018  | Chicago Wolves       | AHL        | 44  | 5  | 8  | 13  | 46  | 3  | 1  | 0  | 1  | 0  |
|            | Quad City Mallards   | ECHL       | 20  | 9  | 7  | 16  | 10  | —  | —  | —  | —  | —  |
| 2018–2019  | Chicago Wolves       | AHL        | 74  | 20 | 16 | 36  | 90  | 21 | 6  | 5  | 11 | 48 |
| 2019–2020  | Vegas Golden Knights | NHL        | 1   | 0  | 0  | 0   | 0   | —  | —  | —  | —  | —  |
|            | Chicago Wolves       | AHL        | 24  | 2  | 8  | 10  | 10  | —  | —  | —  | —  | —  |
| NHL totalt | NHL totalt           | NHL totalt | 1   | 0  | 0  | 0   | 0   | —  | —  | —  | —  | —  |
| AHL totalt | AHL totalt           | AHL totalt | 142 | 27 | 32 | 59  | 146 | 24 | 7  | 5  | 12 | 48 |
| WHL totalt | WHL totalt           | WHL totalt | 243 | 77 | 90 | 167 | 338 | 46 | 19 | 29 | 48 | 47 |